# Brea (Kalifornia)
Brea város az USA Kalifornia államában, Orange megyében. Lakosainak száma 47 325 fő (2020. április 1.).

## Népesség
A település népességének változása:

| 2010 | 39 282 |
| 2020 | 47 325 |